# مقاطعة أشتيان
مقاطعة أشتيان (بالفارسية: شهرستان آشتیان) هي مقاطعة تقع في إيران في مركزي. يقدر عدد سكانها بـ 19,011 نسمة .